# 10808 Digerrojr
10808 Digerrojr è un asteroide della fascia principale. Scoperto nel 1993, presenta un'orbita caratterizzata da un semiasse maggiore pari a 3,0575398 UA e da un'eccentricità di 0,0467018, inclinata di 9,86382° rispetto all'eclittica.